# فاصله‌گذاری

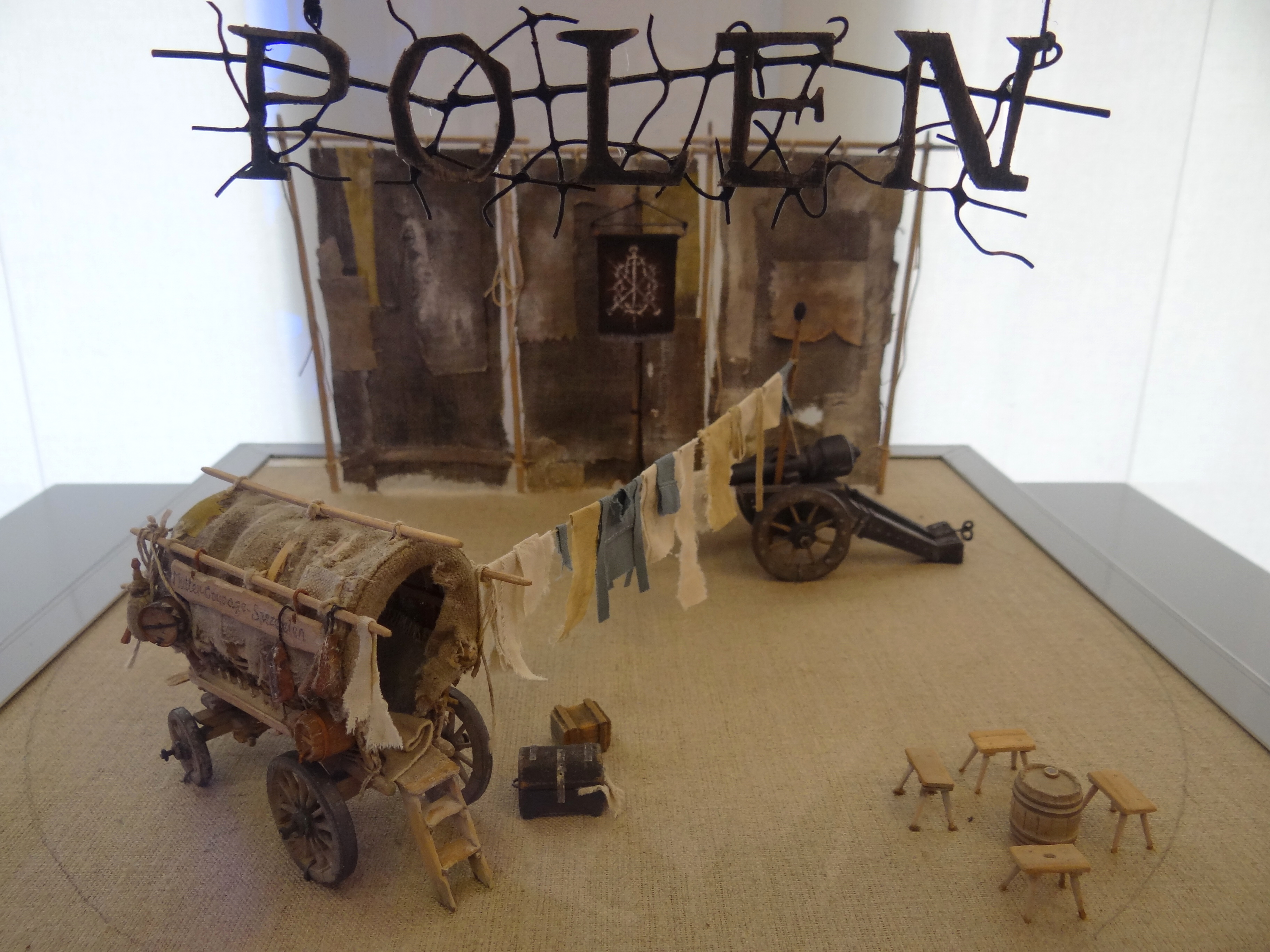
هنر نمایشی فاصله‌گذاری

فاصله‌گذاری (آلمانی: Verfremdungseffekt) از اصطلاحات هنرهای نمایشی است.
فاصله‌گذاری فرایندی در تئاتر روایی برتولت برشت است که در آن با استفاده از عناصر متعدد، ازجمله نور و موسیقی و نحوهٔ بازی، از غرقه شدن تماشاگر و بازیگر در نمایش جلوگیری می‌شود.
برشت برای ممانعت از یکی شدن بازیگرانش با نقش و با این هدف که آن‌ها تنها نقش را عرضه کنند، به تأثیرات فاصله‌گذاری، که کارکرد جدیدی از فاصله زیباشناختی واقع‌گرایانه بود، روی آورده و آنان را وامی‌داشت تا پیش از بیان هر دیالوگ خود، عبارت «آن مرد ـ یا آن زن ـ گفت» را اضافه کنند که فراموششان نشود که در حال بازی کردن نقش‌اند و در اجرای آن هم. مقابل تماشاگری خواهند بود که در سالن نمایش است و مشغول به تماشای یک بازسازی از گذشته، و مانند بازیگران تئاتر دراماتیک نباید چنان با نقش یکی شوند که تماشاگر باور کند که حادثه، در زمان حال در حال رخ دادن است.
او می‌خواست تماشاگر نه مجذوب قصه نمایش و قهرمان آن، که جذب محتوا و پیام شوند و این را از اصلی‌ترین وجوه تفاوت میان تئاتر دراماتیک و تئاتر روایی می‌دانست، و می‌کوشید «جادوی صحنه» را که فریبنده‌ترین تأثیر تئاتر دراماتیک است، و سبب انگیزش عواطف کلیشه‌ای و سنتی و تثبیت آن‌ها، زایل کند.